# Sydney Colson
Sydney Justine Colson (Houston, 6 agosto 1989) è una cestista statunitense, professionista nella WNBA.

## Carriera
È stata selezionata dalle Connecticut Sun al secondo giro del Draft WNBA 2011 con la 16ª chiamata assoluta.

## Palmarès

### NCAA
- Campionessa NCAA (2011)

### WNBA
- Campionato WNBA: 2

Las Vegas Aces: 2022, 2023